# Al doilea Parlament Neo Zeelandez
Al doilea Parlament Neo Zeelandez a fost o denumire atribuită Parlamentului din Noua Zeelandă. Acest lucru a avut loc pe data de 15 aprilie 1856, imediat după alegerile parlamentare din anul 1855. Acesta a fost dizolvat la 5 ianuarie 1860, pregătindu-se alegerile din anul următor. Al doilea Parlament a fost primul, sub conducerea căruia, Cabinetul a fost ales de Parlament și nu de Guvernator, cum se întâmplase până atunci.
La acea vreme, aprtidele politice nu erau încă recunoscute (nu au fost recunoscute decât la alegerile din 1890), astfel că oricine dorea să lucreze în administrație, trebuia să primească ajutor direct de la membrii Parlamentului. Acest lucru a cauzat și a menținut o oarecare dificultate guvernamentală. Astfel, prima guvernare, condusă de Henry Sewell nu a durat decât două săptămâni, la fel ca și următoarea administrație, condusă de William Fox. A treia guvernare, a lui Wdward Stafford,a  fost mai stabilă. Aceasta adurat până la începutul celei de-a treia faze a Parlamentului Neo Zeelandez.
Al doilea parlament care folosea aceleași limite ca și primul parlament consistă în 37 de reprezentanți ai 24 de electorate. Două regiuni din colonie(interiorul regiuniial Islandei de Nord partea inferioară și colțul de nord-vest al Islandei de Sud)nu au făcut parte din nici un electorat și nu au fost reprezentate.